# Hillingdon
Il London Borough of Hillingdon è un borgo di Londra che si trova nella parte più occidentale della città, nella Londra esterna.
Venne istituito nel 1965, fondendo i precedenti Municipal Borough of Uxbridge, Distretto urbano di Hayes e Harlington, Distretto urbano di Ruislip-Northwood e Distretto urbano di Yiewsley e West Drayton, trasferendoli a Londra dal Middlesex.

## Distretti
- Cowley
- Eastcote
- Eastcote Village
- Hatton
- Harlington
- Hayes
- Hayes End
- Hayes Town
- Harefield
- Harmondsworth
- Heathrow
- Hillingdon
- Ickenham
- Longford
- Newyears Green
- North Hillingdon
- Northwood
- Northwood Hills
- Ruislip
- Ruislip Common
- Ruislip Gardens
- Ruislip Manor
- Sipson
- South Harefield
- South Ruislip
- Uxbridge
- West Drayton
- Yeading
- Yiewsley

## Infrastrutture e trasporti
Vi si trova l’aeroporto di Londra-Heathrow ed è attraversato da un tratto navigabile del Tamigi.

## Amministrazione

### Gemellaggi
- Mantes-la-Jolie
- Schleswig